# Juan José Linz
Juan José Linz Storch de Gracia (Bonn, Alemanya, 1926 - New Haven, Estats Units, 2013) fou un sociòleg espanyol.

## Biografia
Nascut el 24 de desembre de 1926 a la ciutat alemanya de Bonn de pare alemany i mare espanyola, es traslladà amb la seva família des d'Alemanya fins a Espanya el 1932. Estudià batxillerat a Madrid, i es va llicenciar en Dret i Ciències Polítiques per la Universitat Complutense de Madrid, i ampliant els seus estudis amb la llicenciatura de sociologia a la Universitat de Colúmbia als Estats Units. El 1961 esdevé professor d'aquesta universitat, iniciant una sèrie d'investigacions empíriques que van exercir una gran influència en la sociologia espanyola del moment.
Després de retornar breument a Espanya per iniciar el curs a la nova Universitat Autònoma de Madrid es traslladà a la Universitat Yale el 1968, exercint de professor convidat en diferents universitats d'arreu del món com Berkeley, Stanford, Heidelberg, Múnic, Humboldt de Berlín i Florència.
El 1981 fou guardonat amb el Premi Europa d'assaig per la seva obra La caída de los regímenes democráticos. El 1987 fou guardonat amb el Premi Príncep d'Astúries de Ciències Socials per la seva rellevant aportació a la sociologia política contemporània. El 1996 rebé a Uppsala el Premi Johan Skytte de Ciència Política.
Les seves investigacions i publicacions han versat sobre règims totalitaris i autoritaris, sociologia comparada del feixisme, la fallida de les democràcies, les transicions a la democràcia, els tipus de règims democràtics especialment el presidencialisme, els nacionalismes, religió i política, els partits polítics, la sociologia electoral, les elits polítiques, locals, empresarials i intel·lectuals i la història social d'Espanya.
Va morir a New Haven l'1 d'octubre del 2013

## Obra seleccionada
- Un régimen autoritario: España, 1964
- El sistema de partidos en España: pasado y futuro, 1967
- De la Falange al Movimiento: el partido único y el régimen de Franco, 1970
- Informe sociológico sobre el cambio político en España, 1975-1981, 1981